# Chiesa di San Francesco di Paola (Acri)
La chiesa di San Francesco di Paola, con il suo convento, è un luogo di culto cattolico di Acri.

## Storia
La data della fondazione del convento non è certa, rimane comunque databile fra il XVI e il XVII secolo.

## Architettura
All'esterno si osservano marmi bianchi e una torre campanaria di stile romanico-bizantino.
All'interno sono seppelliti vari principi di Bisignano come Luigi Sanseverino e la moglie Cornelia Capece-Galeota; vi si trovano anche le spoglie del Beato Francesco Maria Greco.